# Daniel Olbrychski
Daniel Marcel Olbrychski (IPA: [ˈdaɲɛl ˈmart͡sɛl ɔlˈbrɨxskʲi]) (Łowicz, 27 febbraio 1945) è un attore e stuntman polacco, conosciuto per i suoi ruoli principali nei film di Andrzej Wajda e per il ruolo di Vassily Orlov in Salt.

## Biografia
Olbrychski è nato a Łowicz in Polonia. Ha fatto parte del cast de Il tamburo di latta, vincitore della Palma d'oro al 32º Festival di Cannes e dell'Oscar per il migliore film straniero, diretto dal regista Volker Schlöndorff e tratto dall'omonimo romanzo di Günter Grass. Ha affiancato Francesco Nuti mel suo film del 1985 Casablanca, Casablanca. Ha anche fatto un'apparizione in uno dei dieci mediometraggi del Decalogo di Krzysztof Kieślowski ed ha avuto una piccola parte ne L'insostenibile leggerezza dell'essere.
Nel 1986 ha ricevuto l'onorificenza della Legion d'onore. L'anno successivo ha partecipato al film Mosca addio. Nel 2007 
ha ricevuto il Premio Stanislavskij al Festival cinematografico internazionale di Mosca per l'ottimo risultato e devozione nella recitazione con il Metodo Stanislavskij.
Oltre a recitare, Olbrychski è noto per le sue capacità di atleta. Appassionato di cavalli e molto abile ad usare la sciabola, Olbrychski gira personalmente le scene di stunt nei film a cui partecipa.
Ha due figli, Rafał Olbrychski, anche lui attore, nato il 26 febbraio 1971 con Monika Dzienisiewicz-Olbrychska, e Viktor avuto con l'attrice tedesca Barbara Sukowa. Ha anche una figlia, Weronika, nata nel 1982, avuta con Zuzanna Łapicki-Olbrychska, figlia dell'attore Andrzej Łapicki.

## Filmografia parziale
- Ranny w lesie, regia di Janusz Nasfeter (1963)
- Potem nastąpi cisza, regia di Janusz Morgenstern (1965)
- Ceneri sulla grande armata (Popioły), regia di Andrzej Wajda (1965)
- Małżeństwo z rozsądku, regia di Stanisław Bareja (1966)
- Bokser, regia di Julian Dziedzina (1966)
- Skok, regia di Kazimierz Kutz (1967)
- Jowita, regia di Janusz Morgenstern (1967)
- Zaliczenie, regia di Krzysztof Zanussi (1968)
- Tutto in vendita (Wszystko na sprzedaż), regia di Andrzej Wajda (1968)
- Il settimo flagello (Pan Wołodyjowski), regia di Jerzy Hoffman (1968)
- Hrabina Cosel, regia di Jerzy Antczak (1968)
- La struttura di cristallo (Struktura kryształu), regia di Krzysztof Zanussi (1969)
- Il sale della terra nera (Sól ziemi czarnej), regia di Kazimierz Kutz (1969)
- Caccia alle mosche (Polowanie na muchy), regia di Andrzej Wajda (1969)
- Vita di famiglia (Życie rodzinne), regia di Krzysztof Zanussi (1970)
- Różaniec z granatów, regia di Jan Rutkiewicz (1970)
- Paesaggio dopo la battaglia (Krajobraz po bitwie), regia di Andrzej Wajda (1970)
- Il bosco di betulle (Brzezina), regia di Andrzej Wajda (1970)
- Pilato e gli altri (Pilatus und Andere - Ein Film für Karfreitag), regia di Andrzej Wajda – film TV (1971)
- Le nozze (Wesele), regia di Andrzej Wajda (1972)
- La terra della grande promessa (Ziemia Obiecana), regia di Andrzej Wajda (1975)
- Roma rivuole Cesare, regia di Miklós Jancsó - film TV (1974)
- Diluvio (Potop), regia di Jerzy Hoffman (1974)
- Zdjęcia próbne, regia di Agnieszka Holland, Paweł Kędzierski, Jerzy Domaradzki (1976)
- Dagny, regia di Haakon Sandøy (1976)
- Le signorine di Wilko (Panny z Wilka), regia di Andrzej Wajda (1979)
- Kung fu, regia di Janusz Kijowski (1979)
- Rycerz, regia di Lech Majewski (1979)
- Il tamburo di latta (Die Blechtrommel), regia di Volker Schlöndorff (1979)
- Wizja Lokalna 1901, regia di Filip Bajon (1980)
- Da un paese lontano (From a Far Country), regia di Krzysztof Zanussi (1981)
- Bolero (Les uns et les autres), regia di Claude Lelouch (1981)
- La Truite, regia di Joseph Losey (1982)
- Un amore in Germania (Eine Liebe in Deutschland), regia di Andrzej Wajda (1983)
- Mosse pericolose (La diagonale du fou, regia di Richard Dembo (1984)
- Siekierezada, regia di Witold Leszczyński (1985)
- Music Hall, regia di Marcel Bluwal - film TV (1985)
- Lieber Karl, regia di Maria Knilli (1985)
- Ga, ga. Chwała bohaterom, regia di Piotr Szulkin (1985)
- Casablanca, Casablanca, regia di Francesco Nuti (1985)
- Mariage blanc (t.l. Matrimonio in bianco), regia di Peter Kassovitz – film TV (1986)
- Rosa L. (Die Geduld der Rosa Luxemburg), regia di Margarethe von Trotta (1986)
- Mosca addio, regia di Mauro Bolognini (1987)
- L'insostenibile leggerezza dell'essere (The Unbearable Lightness of Being), regia di Philip Kaufman (1988)
- La bottega dell'orefice, regia di Michael Anderson (1988)
- Decalogo 3 (Dekalog, trzy), regia di Krzysztof Kieślowski - mediometraggio (1988)
- Zoo, regia di Cristina Comencini (1989)
- Passi d'amore - miniserie televisiva (1989)
- Das lange Gespräch mit dem Vogel, regia di Krzysztof Zanussi (1992)
- Moi Ivan, toi Abraham, regia di Yolande Zauberman (1993)
- Lepiej być piękną i bogatą, regia di Filip Bajon (1993)
- Kolejność uczuć, regia di Radosław Piwowarski (1993)
- Transatlantis, regia di Christian Wagner (1995)
- Pestka, regia di Krystyna Janda (1995)
- Dzieje mistrza Twardowskiego (1995)
- Poznań 56, regia di Filip Bajon (1996)
- Uomini & donne - Istruzioni per l'uso (Hommes, femmes, mode d'emploi), regia di Claude Lelouch (1996)
- Dzieci i ryby, regia di Jacek Bromski (1996)
- Szökés, regia di Lívia Gyarmathy (1997)
- Opowieści weekendowe-Ostatni krąg, regia di Krzysztof Zanussi (1997)
- Ogniem i mieczem, regia di Jerzy Hoffman (1998)
- Il barbiere di Siberia (Сибирский цирюльник), regia di Nikita Michalkov (1998)
- Pan Tadeusz, regia di Andrzej Wajda (1999)
- To ja, złodziej, regia di Jacek Bromski (2000)
- Przedwiośnie, regia di Filip Bajon (2000)
- Wiedźmin - serie televisiva (2001)
- Zemsta - La Vendetta (Zemsta), regia di Andrzej Wajda (2002)
- Anthony Zimmer, regia di Jérôme Salle (2005)
- Persona non grata, regia di Krzysztof Zanussi (2005)
- Taras Bulba (Тарас Бульба), regia di Vladimir Bortko (2008)
- Un uomo e il suo cane (Un homme et son chien), regia di Francis Huster (2008)
- Salt, regia di Phillip Noyce (2010)
- 1920 La battaglia di Varsavia, regia di Jerzy Hoffman (2011)
- 11 settembre 1683, regia di Renzo Martinelli (2012)
- Stille Reserven, regia di Valentin Hitz (2016)
- Wrobiony, regia di Piotr Śmigasiewicz (2016)

## Doppiatori italiani
- Roberto Rizzi in Il tamburo di latta
- Ennio Coltorti in Casablanca, Casablanca
- Sergio Di Stefano in Mosca addio
- Luciano Roffi ne L'insostenibile leggerezza dell'essere
- Francesco Carnelutti in Decalogo 3
- Michele Kalamera ne La bottega dell'orefice
- Gianni Giuliano ne Un uomo e il suo cane
- Claudio Fattoretto in Salt